# جورج براک چیشولم
جورج براک چیشولم (انگلیسی: Brock Chisholm; ۱۸ مهٔ ۱۸۹۶ – ۴ فوریهٔ ۱۹۷۱) نظامی و سیاستمدار اهل کانادا بود.